# オグズ

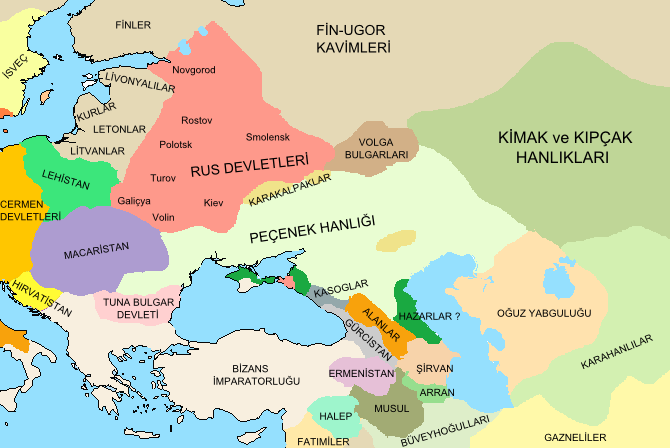
ペチェネグ汗国とその周辺国。中央右下がオグズ葉護国(OĞUZ YABGULUĞU)

オグズ（Oghuz）は、かつて中央アジアの北部に存在したテュルク系遊牧民族。
ブルガロイなど草原の道（ステップロード）に沿って移動したテュルクと区別して、絹の道（シルクロード）を移動したテュルクの人びとを称することがある。10世紀以降になると南下してトゥルクマーンという名で呼ばれるようになり、その一部はセルジューク朝などのイスラーム王朝を建てた。

## 名称
オグズを表す用語は史料によって異なり、なかには微妙な差異もある。
グッズ(Ghuzz)、グオッズ(Guozz)、クズ(Kuz)、オグズ(Oguz、Oğuz)、オクズ(Okuz)、オウフォイ(Oufoi)、オウズ(Ouz)、オウゾイ(Ouzoi)、トルク(Torks)、トゥルクマーン(Turkmen)、ウグズ(Uguz、Uğuz)、ウズ(Uz)
このうちのトゥルクマーンはムスリムとなってセルジューク勢力に従う者たちに対して使われ、グッズは非ムスリム・非セルジューク家を表す傾向にある。「オグズ」は、神話・伝説上の英雄オグズ・カガンに由来する。モンゴル高原からシルクロードに沿って中央アジアやイラン、ザカフカス（南コーカサス）、アナトリア高原、バルカン半島などへ移動していったテュルクの人びとを指している。

## 24氏族
マフムード・カーシュガリーの『テュルク諸語集成』において、オグズは22の氏族に分かれていたとされるが、ラシードゥッディーンの『集史』では24氏族とされている。以下はその24氏族。
ボズ・オクラル（Boz Oklar：灰色の矢）
- クン・カン（Kun qan、ギュン・ハン、Gün Han：太陽汗）
  - カイ（qayi、kayi：壮健者）
  - バヤト（Bayat）
  - アルカ・オラ（アル・カラウリ、al qrauli、アルカエヴリ、Alkaevli）
  - カラ・エヴルゥ（カラ・ヤウリ、qra yauli、カラエヴリ、Karaevli：黒帳）
- アイ・カン（ai qan、アイ・ハン、Ay Han：月汗）
  - ヤゼル（yazr、ヤズルル、Yazlr）
  - ドュグュル（ドゥケル、dukr、ドゲル、Döger）
  - ドドルガ（ドルダルガ、durdarga、ドドゥルガ、Dodurga：立法会議）
  - ヤパルル（Yaparlu）
- ユルドゥズ・カン（yulduz qan、イルディズ・ハン、Yildiz Han：星汗）
  - オスル（ausr、アヴシャル、Avsar）
  - カズィク（qiziq、クズィク、クルズルク、Klzlk：剛毅）
  - ビグディリ（bik dili、ベグ・デリ、ベグディリ、Begdili：尊敬）
  - カルキン（qarqin、カルクルン、Karkln）

ウチュ・オクラル（Üç Oklar、オチ・オク、auc auq：三本の矢）
- コク・カン（kuk qan、ギョク・ハン、Gök Han：空汗）
  - バインドゥル（baindur、バヤンドル、バユンドゥル、Bayundur）
  - ビチナ（ビチネ、bicneh、ペチェネク、Peçenek）
  - チャウンドル（ジャウルドル、jauldur、チャヴルドゥル、Çavuldur）
  - チニ（チブニ、cibni、チェプニ、Çepni）
- タク・カン（taq qan、ダグ・ハン、Dağ Han：山汗）
  - サロル（サルル、Salur）
  - イムル（yimur、エイミュル、Eymür）
  - アラ・ユントゥ（alaiunt、アラ・ユントゥル,Ala Yuntlu）
  - オラギル（ウルキズ、aurkiz、ユレギル、Yüregir）
- ディングィズ・カン（dinkkiz、デンギズ・カン、デニズ・ハン、Deniz Han：海汗）
  - エスキンドル（ベクディル、bikdir、イグディル、Igdir）
  - ブクドル（ブクドズ、bukduz、ブグデュズ、Bügdüz）
  - セヴァ（イバ、yiweh、イルヴァ、Ylva）
  - カニク（qiniq、クヌク、クルンルク、Klnlk：尊敬される）

『集史』によると、これら24氏族はもともと彼らの伝説的始祖であるオグズ・カガンから生まれた6人の息子（ギュン・ハン、アイ・ハン、イルディズ・ハン、ギョク・ハン、ダグ・ハン、デニズ・ハン）から、さらに4人ずつ生まれた息子たちが始祖となって形成されたという。また、『テュルク諸語集成』における22氏族はこの24氏族の中にすべて含まれるが、その順番はまったく異なっている。
その他、オグズ族の分派としては次のものがある。
1. ウイグル族
2. カンクリ族
3. キプチャク族
4. カルルク族
5. カラジ（カラチ）族
6. アガチェリ族

## カーシュガリーの記録
カーシュガリーの『テュルク諸語集成』によると、テュルク民族は20の大きな集団に分かれており、オグズと呼ばれる集団は、ペチェネグ，キプチャクに次いで西方から3番目の集団であったという。カーシュガリーはこのオグズ部族についてことのほか詳しい記録を残しており、オグズについてのみ内部の小集団（22氏族）の名称が挙げられている。さらに現存するカーシュガリーの写本には、遊牧民であったオグズ部族が、互いの家畜を見分けるために用いた印で、モンゴル時代にはタムガと呼ばれた標章が書き込まれている。

## トゥルクマーン
「トゥルクマーン」の由来を『集史』「テュルク・モンゴル諸部族史」では以下のように記している。

## オグズ系のイスラーム王朝
イスラームの歴史上、オグズあるいはトゥルクマーンと呼ばれたテュルク系民族の一大集団は、11世紀以降の西アジアで政治的に重要な役割を果たした。カーシュガリーはオグズ部族の中に22の小集団を数えているが、そのうちの上位6氏族からは西アジア史に残るイスラーム王朝が生まれている。
1. クヌク氏→セルジューク朝
2. カユグ（カユ）氏→オスマン朝
3. バユンドゥル氏→アクコユンル（白羊朝）
4. イウェ氏→カラコユンル（黒羊朝）
5. サルグル氏→サルグル朝
6. アフシャル氏→アフシャール朝

## セルジューク朝の成立
シル川以北にいたオグズ連合部族の一氏族であるクヌク氏から、セルジューク（セルチュク）という者が台頭し、彼に率いられた集団は10世紀の中ごろになってオグズから分かれて左岸に移り、ジャンドの町を根拠地とした。ここでイスラームを受容した彼らはサーマーン朝の庇護のもと、ザラフシャン川の流域に移動した。11世紀初頭（1020年代）、セルジュークの息子であるアルスラーン・イスラーイールはカラハン朝のブハーラー，サマルカンドの支配者であるアリー・ティギーンのもとにあったが、カラハン朝の内紛に乗じてカラ・クムの草原，アム川を越えてガズナ朝の領域であったホラーサーンの北部に侵入した。ガズナ朝のマフムードはトゥルクマーン（イスラームに改宗したオグズのこと）の影響力を恐れてアルスラーンを逮捕・幽閉した。彼の統制から離れたトゥルクマーンたちは、ニサー，サラフスなどのホラーサーン北方都市周辺地域で多数の家畜の放牧を始めたため、牧地が荒廃し、租税収入も減少した。そのためマフムードは彼らの追放を決し、自ら軍を率いて攻撃に赴いたが、トゥルクマーンの方もカスピ海の東北に拠点を設け、各地で略奪をおこなった。トゥルクマーンはさらに他の集団も合わせて数人の長（ベグ）の指揮のもと、ホラーサーンの諸都市の略奪を続けた。また、これらの集団を彼らが侵入したイラーク・アジャムにちなんでイラーキー・トゥルクマーンと呼んだり、族長の名をとってキジル，ギョクタシュなどと呼ぶものもあった。1038年、これら無統制となって暴徒化したトゥルクマーンを取り締まるため、ガズナ朝に見切りをつけたニーシャープールの支配者であるアーヤーン家は、セルジューク家のトゥグリル・ベクらを受け入れ、彼にトゥルクマーンの統制を任せた（このニーシャープール入城の1038年をもってセルジューク朝の成立とされる）。1040年、ダンダーンカーンの戦いでガズナ朝を壊滅させたトゥグリル・ベクは、次々と周辺都市を支配下におさめ、ホラーサーンでの覇権を確保するとともに、旧ガズナ朝の官僚などを採用して語学，法学などに通じた知識人を確保した。1055年、トゥグリル・ベクはバグダードに入城し、カリフから正式にスルターンの称号を授与された。

## 言語
オグズの言語はテュルク語であったと思われ、彼らの言語的子孫であるトルコ人はテュルク諸語の南西語群（オグズ語群）に属すトルコ語を話す。

## 関連叙事詩
- 『王書（シャー・ナーメ）』フェルドウスィー著
- 『デデ・コルクトの書（英語版）』[11][12]
- 『オグズ・ナーメ』（作者不明）
- 『キョルオウル（英語版、アゼルバイジャン語版）』（『キョログル』とも）[13][14][15]